# Bolman
Bolman (madžarsko Bolmány, srbsko Болман) je naselje na Hrvaškem, ki upravno spada pod občino Jagodnjak; le-ta pa spada pod Osiješko-baranjsko županijo. Po popisu iz leta 2011 naselje šteje 520 prebivalcev.

## Zemljepisni položaj
Bolman je naselje v zahodnem delu Baranje, v mikroregiji Baranjske nižine. Do središča občine Jagodnjak je 8 km jugovzhodno, do Osijeka je 32 km in do Belega Manastirja 12 km. Nahaja se ob županijski cesti Ž404 (D507), ki povezuje Bolman - Novi Bolman - Jagodnjak - Novi Čeminac - Uglješ - Švajcarnica.
Naselje leži v ravnini, ki se polagoma spušča od severa proti jugu, proti reki Dravi. 
Naselje je obkroženo s polji, ki se razprostirajo vse do obrambnega nasipa pred Dravo. Med Dravo in nasipom je gozdnato področje.

## Demografija
| Pregled števila prebivalcev po letih | Pregled števila prebivalcev po letih | Pregled števila prebivalcev po letih | Pregled števila prebivalcev po letih | Pregled števila prebivalcev po letih | Pregled števila prebivalcev po letih | Pregled števila prebivalcev po letih | Pregled števila prebivalcev po letih | Pregled števila prebivalcev po letih | Pregled števila prebivalcev po letih | Pregled števila prebivalcev po letih | Pregled števila prebivalcev po letih | Pregled števila prebivalcev po letih | Pregled števila prebivalcev po letih | Pregled števila prebivalcev po letih | Pregled števila prebivalcev po letih |
| ------------------------------------ | ------------------------------------ | ------------------------------------ | ------------------------------------ | ------------------------------------ | ------------------------------------ | ------------------------------------ | ------------------------------------ | ------------------------------------ | ------------------------------------ | ------------------------------------ | ------------------------------------ | ------------------------------------ | ------------------------------------ | ------------------------------------ | ------------------------------------ |
| 1857                                 | 1869                                 | 1880                                 | 1890                                 | 1900                                 | 1910                                 | 1921                                 | 1931                                 | 1948                                 | 1953                                 | 1961                                 | 1971                                 | 1981                                 | 1991                                 | 2001                                 | 2011                                 |
| 1498                                 | 1618                                 | 1658                                 | 1837                                 | 1866                                 | 1809                                 | 1709                                 | 2211                                 | 1219                                 | 1258                                 | 1268                                 | 1098                                 | 826                                  | 741                                  | 450                                  | 520                                  |

V podatkih za leta 1880, 1890, 1921 in 1931 so zajeti tudi podatki za naselje Majške Međe, za leti 1921 in 1931 tudi za Novi Bolman. V letu 1948 je delno vključeno tudi naselje Novi Bolman.
Narodnostna sestava po popisu iz leta 1991
- Srbi         586 (79,08%)
- Hrvati        86 (11,60%)
- Jugoslovani   33 (4,45%)
- Romi          14 (1,88%)
- Madžari        5 (0,67%)
- Makedonci      2 (0,26%)
- Romuni         2 (0,26%)
- Muslimani      1 (0,13%)
- Ostali         2 (0,26%)
- Neopredeljeni 10 (1,34%)

## Zgodovina
V neposredni bližini naselje se je v času med 6. in 24. marcem 1945 odvijala Bolmanska bitka, med enotami Jugoslovanske armade in sovjetske Rdeče armade na eni strani in enotami sile osi na drugi strani.

## Prometne povezave
Bolman je z avtobusnimi linijami povezan z Osijekom in Belim Manastirjem.

## Znamenitost
V kraju se nahaja pravoslavna cerkev svetih apostolov Petra in Pavla.

## Znani krajani
- Stevan Bojanin (1921-1987), gozdar, profesor Gozdarske fakultete v Beogradu
- Svetomir Bojanin (1932), nevropsihiater, profesor Na Fakulteti za defektologijo v Beogradu
- Milovan Bošnjak (1932-2005), pionir računalništva v Baranji
- Branislav Egić (1948), docent na Tehnični fakultetin "Mihajlo Pupin" v Zrenjaninu
- Milić Grujić, likovnik, profesor na Fakulteti za arhitekturo v Beogradu
- Dušan Kolar (1966), nevropsihiater in psihoterapevt, strokovni pisec
- Stevan Kuveždanin (1968), pravoslavni duhovnik
- Jovan M. Nedić (1958), pravnik, nekdanji župan občine Jagodnjak, ljubiteljski zgodovinar, avtor knjige Bolman je bil Bolman (Bolman je bio Bolman)
- Jovan S. Nedić (1954), novinar, ugankar, publicist
- Miroljub Stojanović (1953),gozdar,  nekdanji pomočnik ministra za gozdarstvo v Vladi Republike Hrvaške
- Mirjana Vojnović (1951), mag. arhitekture, profesorica na Visoki šoli za likovnih in uporabnih umetnosti v Beogradu